# Severs skada

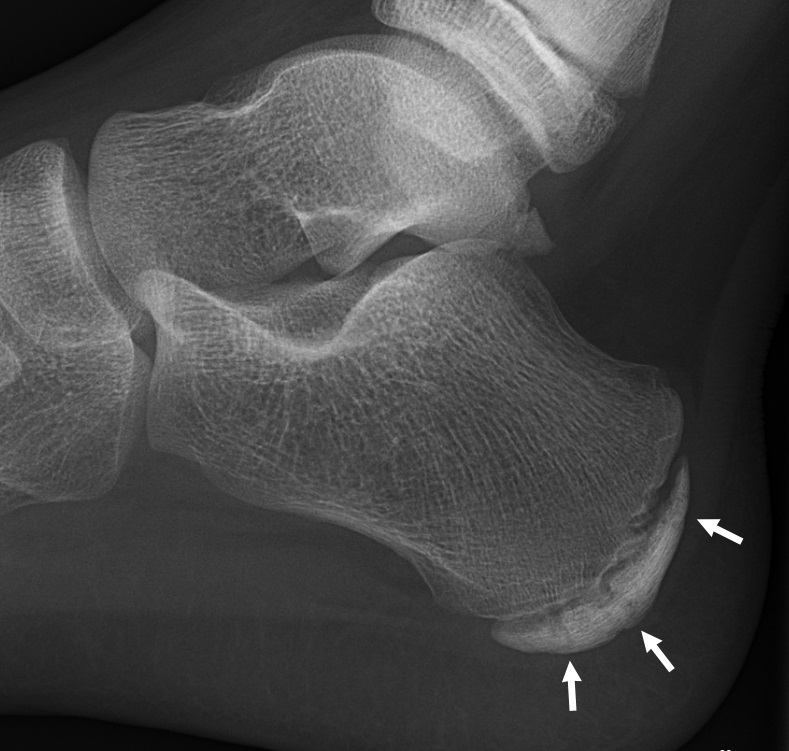
Röntgen av foten på en 11-årig pojke som visar tecken på Severs sjukdom.

Severs skada (latin: calcaneal apophysis) är en åkomma som drabbar främst idrottande ungdomar i åldrarna 8 – 15 år. Det är den vanligaste orsaken till smärta i hälen i just denna åldersgrupp, och är särskilt vanlig inom sporter som fotboll, innebandy och basket.

## Symptom
Severs skada yttrar sig i huvudsak i smärta på hälens bakre del. Oftast på sidorna, men ibland gör det också ont under hälen. I regel gör det som ondast vid fysisk aktivitet, i synnerhet rörelser som orsakar stötar på hälen – hopp och landningar, löpning, tvära vändningar etc. Smärtan sitter kvar i allt från några timmar till flera dagar, men brukar vanligen klinga av vid vila.

## Orsaker
Severs skada beror på att tillväxtzonen i hälbenet blivit överbelastat. Stötar från hårt underlag i samband med t.ex. löpning och hopp gör att hälbenet utsätts för hård belastning. I åldern 8 – 15 år är denna tillväxtzon extra ömtålig, då hälbenet ännu inte vuxit färdigt och hunnit bilda solitt ben.

## Behandling
Skadan läker av sig självt med tiden, och när barnet når 16-årsåldern är i regel besvären borta. Under tiden kan behandling bestå av exempelvis:
- Vila från belastande aktiviteter som hopp och löpning.
- Hälkoppar och andra skoinlägg som avlastar hälen och har en dämpande effekt.
- Tejpning av hälkudden.

Om besvären inte lindras rekommenderas ofta att man tar kontakt med en fotspecialist.